# Autostrada A7 (Rumänien)
Die Autostrada A7 (rumänisch für ,Autobahn A7‘), auch Autostrada Moldovei (rumänisch für ,Autobahn Moldaus‘) genannt, ist eine teilweise fertiggestellte und geplante Autobahn in Rumänien. Nach deren Fertigstellung soll sie von der rumänischen A3 bei Ploiești abzweigen und über Buzău, Focșani, Bacău nach Pașcani führen. Danach wird die Strecke ein Teil des TEN-V-Kernnetzes darstellen.

## Geschichte
Die ersten Planungen der Autostrada A7 sind bis ins Jahr 1969 zurückzuführen. Nachdem die damalige Kommunistische Regierung unter der Führung von Nicolae Ceaușescu an die Firma IPTANA (Institut de Proiectări pentru Transporturi Auto, Navale și Aeriene) den Auftrag der Planung eines 3200 Kilometer langen Autobahnnetzes vergab und diese abgeschlossen waren.

### Ortsumfahrung Bacău

Semantische Darstellung Ortsumfahrung Bacău

Zunächst war die Umsetzung des 16,2 Kilometer langen Abschnitts als Teil der Varianta de ocolire Bacău (rumänisch für ,Ortsumfahrung Bacău‘) geplant.
Dazu wurde Anfang 2012 die Aktualisierung der Machbarkeitsstudie an die ARCADIS EUROMETUDES S.A. vergeben.
Ende April 2013 wurden die Bauleistungen europaweit ausgeschrieben. Allerdings kam es dabei zu Rechtsstreitigkeiten bezüglich ihrer Auswertung. Sodass diese erst am 1. April 2015 an den türkischen Bauunternehmer Eko İnşaat ve Ticaret A.Ş. vergeben wurden. Die Bauarbeiten wurden dann Ende Mai 2016 aufgenommen.
Anfang April 2017 wurden Finanzielle Schwierigkeiten auf Seiten des ausführender Bauunternehmens bekannt, sodass der Vertrag am 12. April 2017 durch die Compania Națională de Administrare a Infrastructurii Rutiere gekündigt wurde.
Ende 2017 wurde dann die Bauleistungen erneut ausgeschrieben und Ende 2018 an die Bauunternehmengemeinschaft Spedition UMB SRL/Tehnostrade SRL vergeben. Die Bauarbeiten wurde dann im März 2019 fortgesetzt.
Die Streckenfreigabe erfolgte zusammen mit den Verbindungsrampen zur Drum național 2 im Norden bzw. Süden von Bacău am 2. Dezember 2020.

### Weitere Planungen
Im August 2016 wurden die restlichen Abschnitte zwischen Ploiești und Pașcani der Autostrada A7 als drum expres DX5 (rumänisch für ,Schnellstraße DX5‘) in den Master Planul General de Transport al României (rumänisch für ,Generalplan Verkehrswesen Rumäniens‘) zunächst aufgenommen.
Für Abschnitte die zwischen Ploiești und Focșani wurden im Herbst 2018 entsprechende Aufträge über die Ausarbeitung der Machbarkeitsstudie sowie der geotechnischen Dokumentation an die Firma Consitrans SRL vergeben. Diese waren zum Ende Dezember 2020 abgeschlossen.
Mitte Juni 2020 wurde außerdem eine Verkehrsstudie, bezüglich des zu erwartenden Verkehr im Vergleich der Ausbaustufen einer Autobahn und Schnellstraße in den Jahren 2025 bis 2050 veröffentlicht. Mit dem Ergebnis dem Bau der Abschnitte zwischen Ploiești und Pașcani im Profil einer Autobahn zu bevorzugen.
Am 25. Mai 2021 wurden für die Abschnitte zwischen Ploiești und Buzău die Bauleistungen ausgeschrieben. Eine Fertigstellung der Autobahn ist für Mitte 2024 geplant.